# Червеногърба трипръстка
Червеногърбата трипръстка (Turnix maculosus) е вид птица от семейство Трипръсткови (Turnicidae).

## Разпространение
Видът е разпространен в Австралия, Индонезия, Източен Тимор, Папуа Нова Гвинея, Соломоновите острови и Филипините.